# Maria Velho da Costa
Pour les articles homonymes, voir Velho et Da Costa.
Maria Velho da Costa,  est une écrivaine portugaise née à Lisbonne (Portugal) le 26 juin 1938 et morte le 23 mai 2020 dans la même ville.

## Biographie
Maria Velho da Costa obtint une licence de philologie germanique, avant d'être professeur (dans l'enseignement secondaire et membre de la direction de l'Associação Portuguesa de Escritores (Association Portugaise des Écrivains). Elle fut présidente de cette même association de 1973 à 1978. Entre 1980 et 1987, Maria Velho da Costa fut lectrice du département de portugais et de brésilien du King's College de Londres.
Elle occupa des postes liées à la culture au sein de l'État portugais : elle fut adjointe au Secrétaire d'État à la Culture en 1979 et attachée culturelle au Cap-Vert de 1988 à 1991. Maria Velho da Costa est encore en fonction à la Comissão Nacional para as Comemorações dos Descobrimentos Portugueses (Commission Nationale pour les Commémorations des Découvertes Portugaises), organisme rattaché au Ministère de la Culture et à l'Institut Camões.
Maria Velho da Costa collabore régulièrement depuis 1975 à des œuvres topographiques, notamment dans des films de João César Monteiro, Margarida Gil et Alberto Seixas Santos.
Elle rencontra le succès en 1969 avec le roman Maina Mendes. Les Nouvelles Lettres Portugaises (Novas Cartas Portuguesas, 1972), œuvre féministe, antifasciste et donc très provocatrice pour le régime de Salazar, la conduit aux côtés de Maria Teresa Horta et Maria Isabel Barreno au tribunal. Les « 3 Marias » virent finalement leurs sanctions levées.
Les thèses féministes déjà véhiculées dans les Nouvelles Lettres Portugaises sont parties intégrantes de son œuvre. Elle fait également preuve d'anticonformisme quant aux structures narratives.
Elle reçut le prix Vergílio Ferreira décerné par l'université d'Évora en 1997 pour l'ensemble de son œuvre ainsi que le prestigieux Prix Camões en 2002.

## Publications en français
- L'Oiseau rare et autres histoires, Chauvigny, France, trad. de Maria do Carmo Vasconcellos et Delphine Servoz-Gavin, Éditions L'Escampette, 2000 (ISBN 978-2-909428-99-4)
- Myra  (trad. du portugais), Paris, trad. de Maria do Carmo Vasconcellos, Éditions de La Différence, coll. « Littérature étrangère », 2010, 256 p. (ISBN 978-2-7291-1895-2)